# Єкимово (Кожевниковський район)
Єки́мово (рос. Екимово) — присілок у складі Кожевниковського району Томської області, Росія. Входить до складу Вороновського сільського поселення.

## Населення
Населення — 67 осіб (2010; 109 у 2002).
Національний склад (станом на 2002 рік):
- росіяни — 98 %